# Vejle Sygehusapotek
Vejle Sygehusapotek (også kaldet Vejle og Give Sygehus – Apoteket) er et af de fem sygehusapoteker i Region Syddanmark og er offentligt ejet af regionen. Sygehusapoteket består af to sygehusafdelinger beliggende på henholdsvis Vejle Sygehus og Give Sygehus.
Hospitalsapoteket ledes overordnet af sygehusapoteker Anita Duedahl. De to afdelinger på Vejle Sygehus og Give Sygehus styres til daglig af to ledende farmakonomer. Sygehusapoteket er delt op i syv underafdelinger, der styres af afdelingsfarmaceuter og afdelingsfarmakonomer.
Sygehusapoteket i Vejle og Give beskæftiger tilsammen 34 medarbejdere, som er farmaceuter, apoteksmedhjælpere, farmakonomer, defektricer, laboranter, apoteksportører og hospitalsmedhjælpere.
Hospitalsapoteket udfører klinisk farmaci, rationel farmakoterapi, lægemiddelfremstilling, medicinservice og vejleder læger og sygeplejepersonale i forbindelse med ordination og administration af lægemidler til sygehusenes patienter. Apoteket har også ansvar for at indkøbe, fremstille og levere lægemidler til sygehusene i Vejle og Give.

## Eksterne kilder, links og henvisninger
- Vejle Sygehusapoteks hjemmeside

|  | Denne artikel om en bygning eller et bygningsværk kan blive bedre, hvis der indsættes et (bedre) billede. Du kan hjælpe ved at afsøge Wikimedia Commons for et passende billede eller lægge et op på Wikimedia Commons med en af de tilladte licenser og indsætte det i artiklen. |

|  | Denne artikel kan blive bedre, hvis der indsættes geografiske koordinater Denne artikel omhandler et emne, som har en geografisk lokation. Du kan hjælpe ved at indsætte koordinater i wikidata. |